# Johnny à Bercy
Albums par Johnny Hallyday
Gang
(1986) Cadillac
(1989)
Lives par Johnny Hallyday
Johnny Hallyday au Zénith
(1984) Johnny Hallyday dans la chaleur de Bercy
(1991)
Singles
1. (SP et CDS) L'Envie - Équipe de nuit - Gabrielle (uniquement sur CDS)
Sortie : janvier 1988
2. (SP et CDS) Que je t'aime - Le chanteur abandonné - Encore (uniquement sur CDS)
Sortie : mai 1988

Johnny à Bercy est le 12e album live de Johnny Hallyday. Enregistré au Palais omnisports de Paris-Bercy en 1987, il sort le 22 février 1988.
L'album est la seconde et dernière réalisation de Michel Berger pour Johnny Hallyday.

## Histoire
Johnny Hallyday se produit pour la première fois à Bercy. Nommé Johnny se donne à Bercy, le spectacle est mis en scène par Michel Berger, tandis que Jannick Top signe les orchestrations. Le récital est en grande partie construit autour des récents albums Rock'n'roll attitude et Gang (sept titres chacun), parsemé çà et là de reprises de plusieurs anciens succès de Johnny : Mon p'tit loup (ça va faire mal), Que je t'aime, Le feu, Ma gueule, Le bon temps du rock and roll, La musique que j'aime et Gabrielle.

## Autour de l'album
- Références originales :
  - Double 33 tours : Philips 834 305 - (18 titres)
  - CD simple : Philips 834 305-2 - (15 titres)
- L'album sort également, (pour la première fois), en Laserdisc 30 cm - LDV[Note 1].
  - édition double CD de 1992 : Philips 512512-2 - (21 titres, le récital est donné dans son intégralité)
  - édition double CD de 2003 : Mercury Universal Philips 077 207-2 - (récital intégral avec son remastérisé)
- Extraits en single du live Johnny à Bercy
  - janvier 1988 :
    - 45 tours L'Envie - Équipe de nuit - référence originale : Philips 870170-7
    - CDS L'Envie - Équipe de nuit - Gabrielle - référence originale : Philips 870170-2

  - avril-mai 1988 :
    - Maxi 45 tours Que je t'aime (version 1969) - Que je t'aime (version Bercy 1987) - référence originale : Philips 6863355 promo hors-commerce
    - 45 tours Que je t'aime - Le chanteur abandonné - référence originale : Philips 870386-6
    - CDS Que je t'aime - Le chanteur abandonné - Encore - référence originale : Philips870386-2

## Les titres
Nota :
1. Nous donnons ici l'ordre des titres de l'édition CD de 1992, qui pour la première fois proposait l'intégralité du récital.
2. Les titres inscrits en gras ne sont pas inclus dans le double vinyle de 1987.
3. En 1979, la musique du titre Ma gueule est créditée Pierre Naçabal[2]. Depuis les années 1990, Philippe Bretonnière est crédité comme compositeur - (Pour plus de détails voir ici).

| 1.  | Rock'n'roll attitude                                                 | Michel Berger                               | Michel Berger                               | 4:21 |
| 2.  | Dans mes nuits... on oublie                                          | Jean-Jacques Goldman                        | Jean-Jacques Goldman                        |      |
| 3.  | Pendue à mon cou                                                     | Michel Berger                               | Michel Berger                               | 5:17 |
| 4.  | Mon p'tit loup (ça va faire mal) (Betty Lou Is Going Out Tonight)    | Pierre Billon, Johnny Hallyday (adaptation) | Bob Seger                                   | 4:32 |
| 5.  | Laura                                                                | Jean-Jacques Goldman                        | Jean-Jacques Goldman                        | 5:08 |
| 6.  | Que je t'aime                                                        | Gilles Thibaut                              | Jean Renard                                 | 4:11 |
| 7.  | Je te promets                                                        | Jean-Jacques Goldman                        | Jean-Jacques Goldman                        | 4:22 |
| 8.  | Qui ose aimer                                                        | Michel Berger                               | Michel Berger                               | 3:51 |
| 9.  | Ma gueule                                                            | Gilles Thibaut                              | (pour le crédit du compositeur voir nota 3) | 4:07 |
| 10. | Équipe de nuit                                                       | Michel Berger                               | Michel Berger                               | 4:25 |
| 11. | Le Feu                                                               | Michel Mallory                              | Gary Wright                                 | 4:21 |
| 12. | L'Envie                                                              | Jean-Jacques Goldman                        | Jean-Jacques Goldman                        | 4:18 |
| 13. | Le Chanteur abandonné                                                | Michel Berger                               | Michel Berger                               | 6:20 |
| 14. | Le bon temps du rock and roll (Old Time Rock and Roll)               | Michel Mallory (adaptation)                 | George Jackson, Thomas Earl Jones III       | 5:14 |
| 15. | J'oublierai ton nom (en duo avec la choriste Caroline Rainey Haines) | Jean-Jacques Goldman - Michael Jones        | Jean-Jacques Goldman                        | 4:21 |
| 16. | Gabrielle (The King Is Dead)                                         | Long Chris, Patrick Larue (adaptation)      | Tony Cole (musician) (en)                   | 3:03 |
| 17. | Je t'attends                                                         | Jean-Jacques Goldman                        | Jean-Jacques Goldman                        | 4:34 |
| 18. | La musique que j'aime                                                | Michel Mallory                              | Johnny Hallyday                             | 7:05 |
| 19. | Encore                                                               | Jean-Jacques Goldman                        | Jean-Jacques Goldman                        | 3:59 |
| 20. | Aimer vivre                                                          | Michel Berger                               | Michel Berger                               | 9:58 |
| 21. | Quelque chose de Tennessee                                           | Michel Berger                               | Michel Berger                               | 5:28 |

## Les musiciens
- Direction musicale : Jannick Top
- Guitares : Norbert Krief - Hugues Ripoll
- Basse : Bernard Paganotti
- Batterie : Yves Sanna
- Claviers : Bruno Fontaine - Bertrand Lajudie
- Saxophone : Patrick Bourgoin
- Chœurs : Shandi Sinnamon (en) - Mindy Sterling - Caroline Rainey Haines - Érick Bamy
- Avec le big band de Jean-Pierre Aupert sur La musique que j'aime
- Mixage : Jean-Pierre Janiaud

## Classements hebdomadaires
| Classement (1988) | Meilleure position |
| ----------------- | ------------------ |
| France (SNEP)     | 1                  |

## Certifications
| Pays          | Certification | Ventes certifiées |
| ------------- | ------------- | ----------------- |
| France (SNEP) | Platine       | 300 000           |